# Pehr Hedström
Pehr Hedström, född 9 februari 1817 i Hedesunda, död 10 december 1876 i Norrala, var en svensk organist och amatörorgelbyggare i Norrala. 

## Biografi
Hedström föddes 9 februari 1817 på Ölbo 4 i Hedesunda. Han var son till bonden Eric Persson (född 1784) och Ingeborg Persdotter (född 1785). Hedström tog 1843 organistexamen i Stockholm. Blev 1849 organist och klockare i Lagga församling. 1856 blev han organist och klockare i Norrala församling. Hedström avled 10 december 1876 i Norrala.
Hedström lärde sig troligen bygga orglar av Pehr Gullbergson, Lillkyrka som han samarbetade under några år på 1840-talet.

### Familj
Hedström gifte sig 1 januari 1849 med Charlotta Berg (1825–1873). De fick tillsammans barnen Pehr (född 1849), Maria (född 1851), Gustaf (född 1854) och Mathilda (1857–1864). Hedström gifte sig andra gången 24 oktober 1875 med Gundla Edit (född 1844).

## Lista över orglar
| År   | Ursprunglig kyrka | Stift   | Bild | Manualer | Pedal        | Stämmor | Bevarad orgel/fasad | Övrigt |
| ---- | ----------------- | ------- | ---- | -------- | ------------ | ------- | ------------------- | --- |
| 1851 | Vassunda kyrka    | Uppsala |      | 1        |              |         | Ja/Ja               | Orgeln är mekanisk och har slejflådor. Tonomfånget är på 54/27. 1912 tillbyggdes orgeln med en andra manual med tre stämmor av Carl Richard Löfvander, Stockholm. 1965 renoverades och tillbyggdes orgeln av Åkerman & Lunds Nya Orgelfabriks AB, Knivsta. Manualen från 1912 togs bort och pedalen tillbyggdes. |
| 1853 | Trönö gamla kyrka | Uppsala |      | 1        | Självständig | 6       | Ja/Ja               | Uppsättning och ombyggnation av äldre verk. Orgeln var byggd omkring 1800 av Pehr Strand, Stockholm. |
| 1862 | Norrbo kyrka      | Uppsala |      | 1        | Bihängd      | 10      | Nej/Ja              | En ny orgel byggdes 1955 av A Mårtenssons Orgelfabrik AB, Lund. |